# Centrum (Voorschoten)
Het Centrum van Voorschoten is gelegen op een oude strandwal waarover de weg van Leiden naar Leidschendam liep. Het centrum bestaat vooral uit de Voorstraat en de Schoolstraat en volgt min of meer de contouren van het oorspronkelijk dorp in 1850 (zie afbeelding).

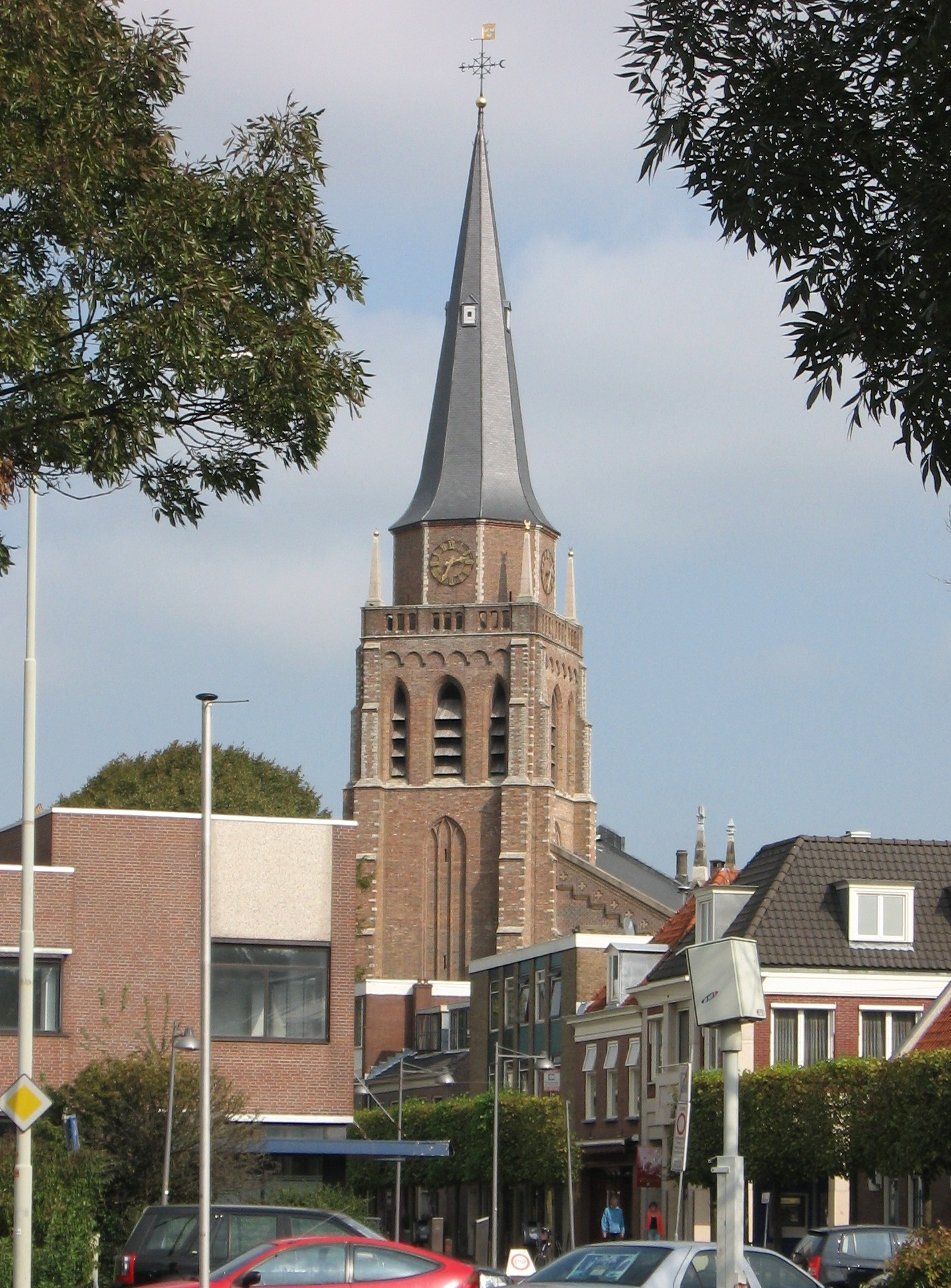
Dorpskerk

De Voorstraat heette voorheen de Heerenstraat en is het oudste deel van het dorp. Dit is waar al sinds honderden jaren de markt wordt gehouden. De markt vindt nog steeds plaats; tegenwoordig op de vrijdag. In juli wordt hier ook de jaarlijkse Paardenmarkt gehouden. De meeste gemeentelijke monumenten staan rond de Voorstraat en verder ook het Historisch Museum van Voorschoten. De Voorstraat is verder het belangrijkste uitgaanscentrum met verschillende restaurants en een café.
De Schoolstraat is een stuk smaller en was vroeger een soort achterstraat. Ondanks dat de straat smaller was, liep hier de Blauwe Tram, die Den Haag met Leiden verbond. Tegenwoordig is de Schoolstraat de belangrijkste winkelstraat en is het tracé van de oude tram nog te herkennen in het plaveisel en de leibomen. De Schoolstraat is voetgangersgebied.
Tussen de Voorstraat en de Schoolstraat staat de oude dorpskerk met een toren uit 1539 en een  neogotisch schip uit 1868.
De meest recente nieuwbouw in het centrum is aan de noordkant, vlak bij het gemeentehuis, waar nieuwe winkelruimte en appartementen zijn gebouwd. De bouw is startte in december 2008. Zomer 2010 werd als eerste de nieuwe Albert Heijn opgeleverd, waarna in de maanden daarna ook de overige winkelruimte en de bovenliggende appartementen werden opgeleverd.
Het volgende project zal aan de zuidkant van het centrum plaatsvinden; de herinrichting van het Deltaplein, met onder andere een parkeergarage onder de voormalige Rabobank.

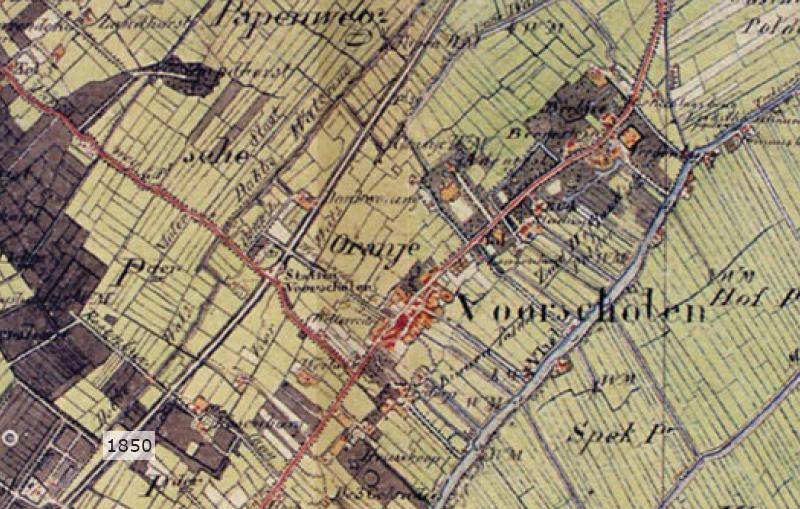
Oude kaart van Voorschoten (rond 1850)
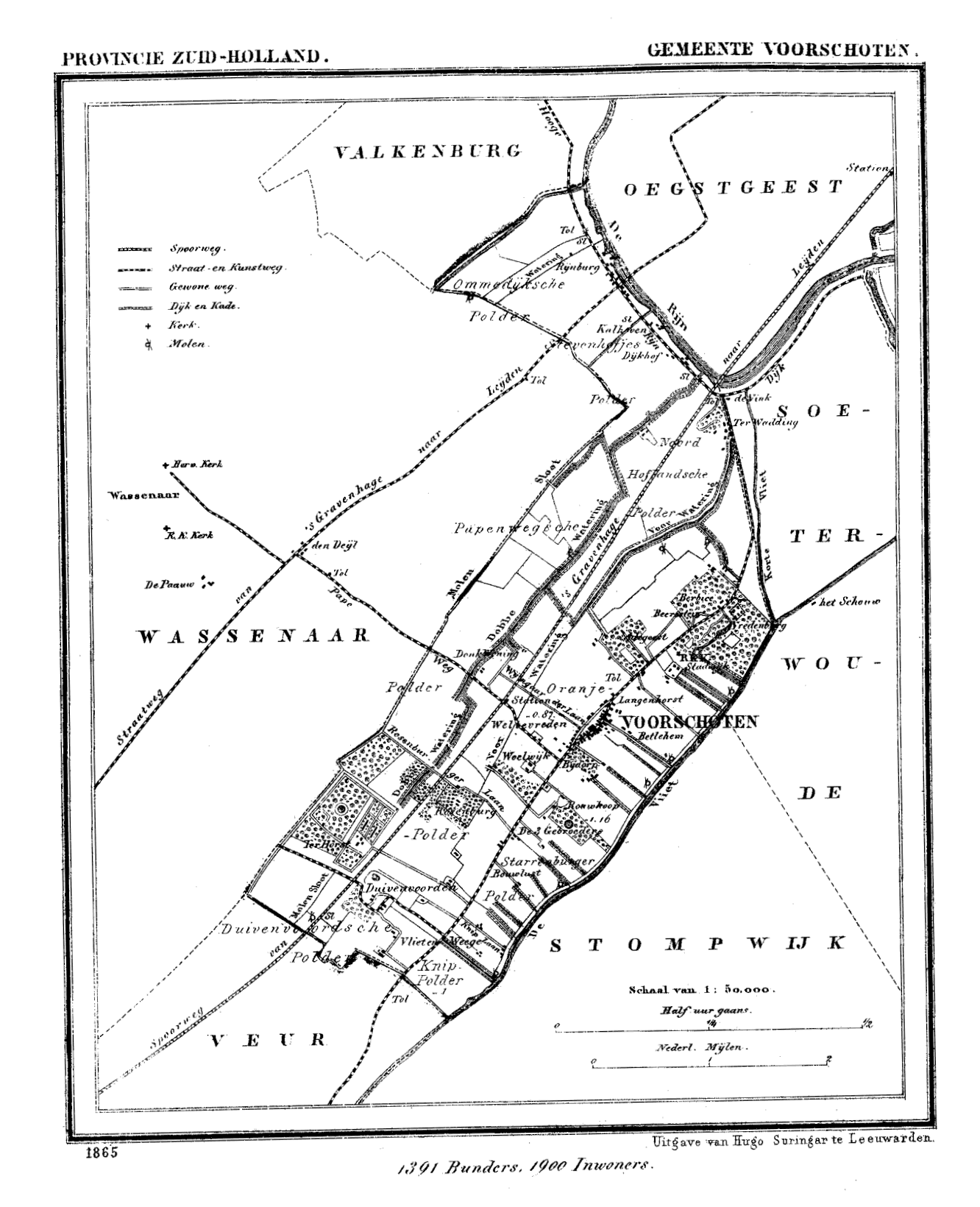
Detail uit de gemeentekaart van Voorschoten (rond 1865)